# Ilha Hovgaard
A Ilha Hovgaard (65° 08′ S, 64° 08′ O) é uma pequena ilha de 6 km2 de área, situada 1,5 milhas (2,4 km) a sudoeste da Ilha Booth no Arquipélago Wilhelm. Foi descoberta e nomeada "Krogmann-Insel" (Ilha de Krogmann) pela expedição alemã de 1873-74 sob o comando de Eduard Dallmann, mas o nome Hovgaard, que foi aplicado pela Expedição Antártica Belga, 1897–99, sob o comando de Adrien de Gerlache de Gomery, ultrapassou o nome original pelo uso. O nome Cabo Krogmann tem sido dado a extremidade oeste da Ilha Hovgaard.